# Frades de la Sierra
Frades de la Sierra é um município da Espanha na província de Salamanca, comunidade autónoma de Castela e Leão, de área 28,30 km² com população de 241 habitantes (2007) e densidade populacional de 9,10 hab/km².

## Demografia
| Variação demográfica do município entre 1991 e 2015 | Variação demográfica do município entre 1991 e 2015 | Variação demográfica do município entre 1991 e 2015 | Variação demográfica do município entre 1991 e 2015 | Variação demográfica do município entre 1991 e 2015 |
| --------------------------------------------------- | --------------------------------------------------- | --------------------------------------------------- | --------------------------------------------------- | --------------------------------------------------- |
| 1991                                                | 1996                                                | 2001                                                | 2004                                                | 2015                                                |
| 318                                                 | 299                                                 | 255                                                 | 257                                                 | 214                                                 |